# Аршаты
Аршаты (каз. Аршаты) — село в Катон-Карагайском районе Восточно-Казахстанской области Казахстана. Входит в состав Урыльского сельского округа. Код КАТО — 635457200.
Самый восточный населённый пункт Казахстана.

## Население
В 1999 году население села составляло 716 человек (365 мужчин и 351 женщина). По данным переписи 2009 года, в селе проживало 546 человек (276 мужчин и 270 женщин).